# Tomonari Ono
Tomonari Ono (ur. 7 lutego 1974) – japoński lekkoatleta, sprinter i średniodystansowiec.

## Osiągnięcia
- brąz mistrzostw świata juniorów (Sztafeta 4 × 400 metrów, Seul 1992)[1]
- brązowy medal na Halowych Mistrzostwach Świata (sztafeta 4 x 400 metrów, Barcelona 1995)
- wielokrotny mistrz[2] i rekordzista[3] kraju

## Rekordy życiowe
- bieg na 400 metrów – 46,45 (1993)
- bieg na 800 metrów – 1:46,18 (1994)